# Ulrike Leutheusser
Ulrike Leutheusser (* 1943 in Wittenberg, geb. Müller-Römer, gesch. Emrich) ist eine deutsche Journalistin, die von 1991 bis 2006 den Programmbereich Wissenschaft, Bildung, Geschichte des Bayerischen Fernsehens leitete.

## Leben
Leutheusser studierte Geschichte, Geografie und Latein in Köln und Berlin. Sie arbeitete mehrere Jahre im Pressereferat der Max-Planck-Gesellschaft in München. 1991 wurde sie vom Bayerischen Rundfunk berufen, wo sie bis zu ihrer Pensionierung 2006 den neu geschaffenen Programmbereich Wissenschaft, Bildung und Geschichte leitete. In Kooperation mit der Bayerischen Akademie der Wissenschaften (BAdW) entstanden etwa 50 Fernsehsendungen über die BAdW.
Leutheusser ist verheiratet und lebt als freie Journalistin in Grünwald.

## Auszeichnungen
- 2007: Medaille Bene merenti in Silber der Bayerischen Akademie der Wissenschaften[2][3]
- 2004: Bundesverdienstkreuz am Bande der Bundesrepublik Deutschland[1]
- 2004: Oskar-von-Miller-Medaille in Gold des Deutschen Museums

## Mitgliedschaften (Auswahl)
- Gründungsmitglied des Freundes- und Förderkreises Deutsches Museum
- Gründungsmitglied des Initiativkreises Informationstechnik an der damaligen Fachhochschule München
- Kuratorium der Universität Augsburg
- Mitglied des Hochschulrats der Universität Augsburg
- Mitglied im Beirat Film, Fernsehen, Hörfunk des Goethe-Instituts
- Mitglied im Verwaltungsrat des Deutschen Museums
- Vorsitzende des Kuratoriums der Max-Planck-Institute für Biochemie und Neurobiologie
- Vorstandsmitglied der Olaf Gulbransson Gesellschaft, Museum Tegernsee

## Veröffentlichungen (Auswahl)
- (Hrsg.) Julia Mann und ihre Kinder, München: Allitera Verlag 2019, ISBN 978-3-96233-048-4.
- (Hrsg.) Frauen im Schatten von Schloss Elmau, München: Allitera Verlag 2016, ISBN 978-3-86906-887-9.
- (Hrsg. mit Hermann Rumschöttel): König Ludwig III. und das Ende der Monarchie in Bayern, München: Allitera Verlag 2014, ISBN 978-3-86906-619-6.
- (Hrsg. mit Hermann Rumschöttel): Prinzregent Luitpold von Bayern: Ein Wittelsbacher zwischen Tradition und Moderne, München: Allitera Verlag 2012, ISBN 978-3-86906-334-8.
- (Hrsg. mit Heinrich Nöth): „Dem Geist alle Tore öffnen“: König Maximilian II. von Bayern und die Wissenschaft, München: Allitera Verlag 2009, ISBN 978-3-86906-054-5.
- (Hrsg. mit Heinrich Nöth): München leuchtet für die Wissenschaft - Berühmte Forscher und Gelehrte, München: Allitera Verlag, Band 1 2007, ISBN 978-3-86520-257-4 & Band 2 2008, ISBN 978-3-86520-286-4.
- (Hrsg.): Hitler und die Frauen, herausgegeben unter Mitarbeit von Astrid Harms und Thomas Hausner, Stuttgart: Deutsche Verlags-Anstalt 2001, ISBN 3-421-05557-2.